# The Soul of Satan
The Soul of Satan er en amerikansk stumfilm fra 1917 af Otis Turner.

## Medvirkende
- Gladys Brockwell som Miriam Lee
- Bertram Grassby som Joe Valdez
- Charles Clary som Lucky Carson
- William Burgess som Alden Lee
- Josef Swickard som Chicago Stone